# Hans Brausewetter
Hans Brausewetter, né le 27 mai 1899 à Malaga (Espagne) et mort le 29 avril 1945 à Berlin (Allemagne), est un acteur allemand.

## Biographie
Hans Brausewetter est apparu dans 135 films entre 1922 et 1945, notamment dans le film Le Trésor (1923), dirigé par Georg Wilhelm Pabst.

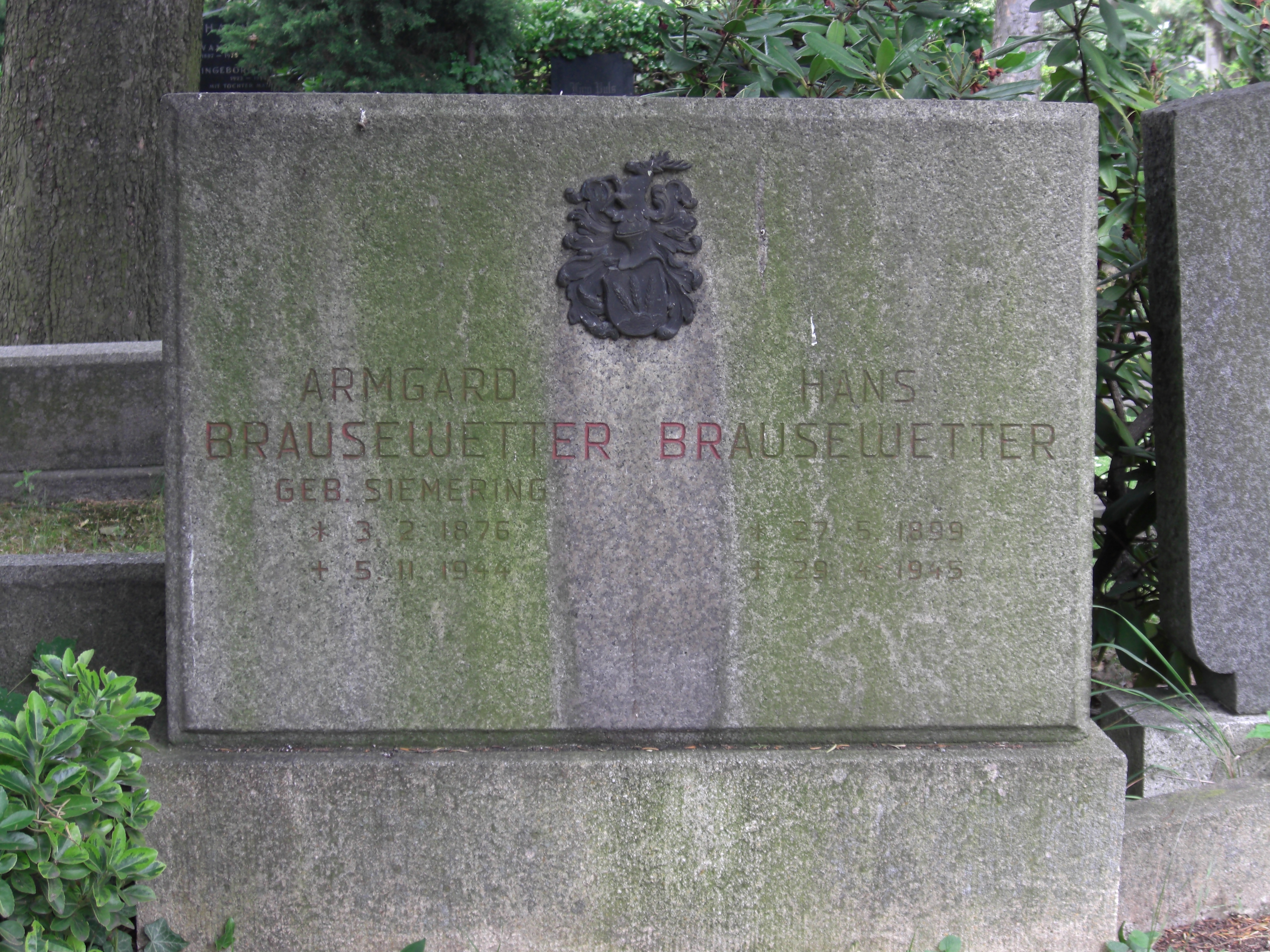
Stèle tombale.

Il a été tué à Berlin au cours des derniers jours de la Seconde Guerre mondiale par le souffle d'une bombe.

### Vie privée
Hans Brausewetter est le frère de l'actrice Renate Brausewetter.

## Filmographie partielle

### Au cinéma
- 1922 : Das Spiel mit dem Weibe
- 1922 : Der Marquis von Bolibar
- 1922 : Der böse Geist
- 1922 : Die Schuhe einer schönen Frau : Peter
- 1923 : Der Wetterwart : Sein Sohn
- 1923 : Ein Glas Wasser : John William Masham
- 1923 : Le Trésor (Der Schatz) : Arno
- 1923 : Der Kaufmann von Venedig : Lanzelot Gobbo
- 1924 : L'Étoile du cirque (Der Sprung ins Leben) de Johannes Guter : l'ami de Borris
- 1924 : Der Matrose Perugino
- 1924 : La Tragédie des Habsbourg (Tragödie im Hause Habsburg)
- 1924 : Soll und Haben : Anton Wohlfahrt
- 1924 : Die Stimme des Herzens
- 1924 : Die Schmetterlingsschlacht : Wilhelm Vogel, Apothekerlehrling
- 1924 : Die blonde Hannele : Christoph
- 1925 : Der Flug um den Erdball, 1. Teil - Paris bis Ceylon : Paul Piquet
- 1925 : Der Flug um den Erdball, 2. Teil - Indien, Europa
- 1925 : Sündenbabel : Hans Lengefeld
- 1925 : Des Lebens Würfelspiel : Emil Päschke, sein Bursche
- 1925 : Elegantes Pack : Paul Markert
- 1925 : Götz von Berlichingen zubenannt mit der eisernen Hand
- 1925 : Ein Walzertraum : Der Pikkolo
- 1925 : Die Kleine vom Bummel : Kavalier ohne Bedenken
- 1926 : Der Abenteurer : Moritz Lachner - Akademiker
- 1926 : Der krasse Fuchs : Werner Achenbach
- 1926 : Die Wiskottens : Ernst
- 1926 : Wir sind vom K. u. K. Infanterie-Regiment : Pepis Diener
- 1926 : Die drei Mannequins
- 1926 : Des Königs Befehl
- 1926 : Wien, wie es weint und lacht : Pepi Gschwandtner - ein Oberkellner
- 1926 : Faust: Eine deutsche Volkssage : Bauernbursche  /  Farmboy
- 1926 : Die Kleine und ihr Kavalier : Willy
- 1926 : Die Abenteuer eines Zehnmarkscheines
- 1926 : Überflüssige Menschen : Lukin
- 1927 : Liebeshandel
- 1927 : Durchlaucht Radieschen : Wenzel
- 1927 : Der Sieg der Jugend : Hans Binder
- 1927 : Ein rheinisches Mädchen beim rheinischen Wein : Valentin Hoff, Musikstudent
- 1927 : Die heilige Lüge : Erik
- 1927 : Svengali : Maler Taffy
- 1927 : Ein Mädel aus dem Volke : Schusterjunge
- 1927 : Höhere Töchter : Lothar von Baddenkorff, ihr Bruder
- 1927 : Le Roman d'un jeune homme pauvre
- 1928 : Der Hafenbaron : Walter Rohde, Offizier Handelsmarine
- 1928 : Die Sandgräfin
- 1928 : Es zogen drei Burschen
- 1928 : Die Durchgängerin : Hans Brausewetter
- 1928 : Polnische Wirtschaft : Willy
- 1928 : Die Rothausgasse
- 1928 : Verdun, visions d'histoire : Fritz - le soldat allemand
- 1928 : Das Haus ohne Männer : Lothar
- 1928 : Heut' war ich bei der Frieda
- 1928 : Der fidele Bauer de Franz Seitz
- 1929 : Der Herr vom Finanzamt : Dr Stein
- 1929 : Drei machen ihr Glück : Karl Alder
- 1930 : Ein Burschenlied aus Heidelberg : Bornemann jun
- 1930 : Das Flötenkonzert von Sans-souci : Korrespondent
- 1931 : L'amour dispose (Ich geh' aus und Du bleibst da) de Hans Behrendt : Georg
- 1931 : Autour d'une enquête (Voruntersuchung) : Walter Bienert, Beinerts Sohn, Student
- 1931 : Die große Attraktion
- 1931 : Schachmatt : Rudi Helling, Zeichner
- 1931 : Der kleine Seitensprung : Dr Max Eppmann, Transportleiter
- 1931 : Hilfe! Überfall! : Kriminalkommissar Braun
- 1931 : Verdun, souvenirs d'histoire : le soldat allemand
- 1931 : Die spanische Fliege de Georg Jacoby :
- 1931 : L'Amoureuse Aventure (Madame hat Ausgang) : Marcel Douzet
- 1931 : Yorck
- 1931 : Der unbekannte Gast : Fritz Müller, chauffeur
- 1932 : Unter falscher Flagge : Fred
- 1932 : Le Vainqueur (Der Sieger) : Hunter
- 1932 : Hasenklein kann nichts dafür : Alex von Schendell
- 1932 : Un homme sans nom (Mensch ohne Namen) : Referendar Müller
- 1932 : Die elf Schill'schen Offiziere : Karl Keffenbrink
- 1932 : Moderne Mitgift : Fred Keller
- 1932 : Die Tänzerin von Sans Souci : Möller
- 1932 : Zigeuner der Nacht : Karl
- 1933 : Die verlorene Melodie : Robert Neufeld
- 1933 : Alles für Anita!
- 1933 : Was wissen denn Männer : Karl Christians
- 1933 : Der Läufer von Marathon : Karl Roesicke
- 1933 : Hände aus dem Dunkel : Dr Hutter, Hausdetektiv
- 1933 : Abel mit der Mundharmonika : Ehlers
- 1933 : Gretel zieht das große Los : Willy Zinsler, Pianist
- 1934 : Die Freundin eines großen Mannes : Ullrich, Mitglied des Stadttheaters
- 1934 : Das Blumenmädchen vom Grand-Hotel : Fritz Peters
- 1934 : Die vier Musketiere : Musketier Gisevius aus Hamburg
- 1934 : Der Fall Brenken : Hans Hall, Berichterstatter
- 1935 : Der interessante Fall : Freund
- 1935 : Frischer Wind aus Kanada : Sven, ihr Sohn
- 1935 : Ein Mädel aus guter Familie : Frank Percival, Journalist
- 1935 : Künstlerliebe : Stupps
- 1936 : Fahrerflucht : Herr Mertens
- 1936 : Die Hochzeitsreise
- 1936 : Les Vaincus (Traumulus) : Falk, Rechtsanwalt
- 1936 : Der Raub der Sabinerinnen : Dr Leopold Neumeister
- 1936 : Wenn der Hahn kräht : Peter Renken, Tierarzt
- 1936 : Onkel Bräsig : Rudolf, Jungbauer
- 1936 : Susanne im Bade : Kunstschüler Peter
- 1937 : Kristall oder Porzellan : Borstel
- 1937 : Die wirkliche Liebe : Hans Hofmann
- 1937 : Eine Nacht mit Hindernissen : Dr Rodewald
- 1937 : Mein Sohn, der Herr Minister : Robert Fabre-Marines
- 1937 : Brillanten : Willem Teierling
- 1938 : Hochzeitsnacht
- 1938 : Kriminalfall Erich Lemke : Erich Lemke
- 1938 : Verklungene Melodie : Steffken
- 1938 : Zwischen den Eltern : Franz Fischer, Redakteur
- 1938 : Kleiner Mann - ganz groß! : Karl Löffler
- 1938 : Wochenendfriede : Dieter Berghoff
- 1938 : Steputat & Co. : Ernst Masur, Lagerist
- 1939 : Ich verweigere die Aussage : Dr Hans Rodeck
- 1939 : Parkstrasse 13 : Ernst Nordau
- 1939 : Umwege zum Glück : Burmann
- 1939 : Der Vorhang fällt : Berg
- 1939 : Paradies der Junggesellen : Dr Balduin Hannemann, Studienrat
- 1939 : Renate im Quartett : Peter Vogt
- 1939 : Eine Frau wie Du : Dr Paul Hellmer
- 1939 : Johannisfeuer : Haffke
- 1940 : Alles Schwindel : Einbrecher
- 1940 : Seitensprünge : Paul Mügge
- 1940 : Liebesschule : Holzer, Verleger
- 1940 : Der Kleinstadtpoet : Lerche, Redakteur des Schönbacher Tagblatts
- 1941 : Venus vor Gericht : Der Staatsanwalt
- 1941 : Kleine Mädchen - große Sorgen : Will Grohmann, Kunsthändler
- 1941 : Was geschah in dieser Nacht : Dr Johannes Petersen
- 1942 : Démon de la danse : Dr Georg Nöhring
- 1943 : Le Foyer perdu (Damals) : Corbeau, Friseur
- 1943 : Les Aventures fantastiques du baron Münchhausen : Freiherr von Hartenfeld
- 1943 : Himmel, wir erben ein Schloß
- 1943 : Die Jungfern vom Bischofsberg
- 1943 : Die Gattin : Diesterweg, Bankier
- 1943 : Ein Mann für meine Frau : Christian Brink
- 1944 : Tierarzt Dr. Vlimmen : Arzt
- 1944 : Der verzauberte Tag : Wasner
- 1944 : Liebesbriefe : Dr Helmut Meiningen
- 1944 : Der grüne Salon : Dr.Artur Bütow, Rechtsanwalt
- 1945 : Die tolle Susanne
- 1946 : La Chauve-souris (Die Fledermaus) : Melzer
- 1946 : Sag' die Wahrheit
- 1948 : Eine alltägliche Geschichte : Werner, Directeur de l'Exzelsior-Verlag